# Gordon Smith (futbolista)
Gordon Smith (Glasgow, 3 de julio de 1954 - ibídem, 5 de abril de 2014) fue un futbolista británico que jugaba en la demarcación de defensa.

## Biografía
En 1972, con el St. Johnstone FC hizo su debut como futbolista con 18 años de edad, tras ser fichado de las categorías inferiores del Rangers BC. Jugó en el club durante cuatro años, llegando a marcar ocho goles en 112 partidos, siendo la cifra goleadora en un club más alta de su carrera. En 1976 fichó por el Aston Villa FC, ganando un año después la Copa de la Liga de Fútbol. Tres años después fue traspasado al Tottenham Hotspur FC, equipo donde consiguió más éxitos, entre ellos, ganar la FA Cup en 1981 y 1982, y la Community Shield en 1982. Tras un paso por una temporada en el Wolverhampton Wanderers FC, Smith se fue a Estados Unidos para jugar en el Phoenix Inferno y en el Pittsburgh Spirit, donde se retiró en 1985.
Falleció el 5 de abril de 2014 en Glasgow a los 59 años de edad.

## Clubes
| Club                       | País           | Año         | Partidos | Goles |
| -------------------------- | -------------- | ----------- | -------- | ----- |
| St. Johnstone FC           | Escocia        | 1972 - 1976 | 112      | 8     |
| Aston Villa FC             | Inglaterra     | 1976 - 1979 | 79       | 0     |
| Tottenham Hotspur FC       | Inglaterra     | 1979 - 1982 | 38       | 1     |
| Wolverhampton Wanderers FC | Inglaterra     | 1982 - 1983 | 38       | 3     |
| Phoenix Inferno            | Estados Unidos | 1983 - 1984 | 13       | 1     |
| Pittsburgh Spirit          | Estados Unidos | 1984 - 1985 | 33       | 0     |

## Palmarés

### Campeonatos nacionales
| Título                    | Club                 | País       | Año  |
| ------------------------- | -------------------- | ---------- | ---- |
| Copa de la Liga de Fútbol | Aston Villa FC       | Inglaterra | 1977 |
| FA Cup                    | Tottenham Hotspur FC | Inglaterra | 1981 |
| FA Cup                    | Tottenham Hotspur FC | Inglaterra | 1982 |
| Community Shield          | Tottenham Hotspur FC | Inglaterra | 1982 |